# Simon J. Berger
Simon Jönsson Berger, de son nom de scène Simon J. Berger, né le 1er juin 1979 à Högalids dans le comté de Stockholm, est un acteur suédois.

## Biographie
Il est le fils du jazzman Bengt Berger et de Gittan Jönsson, artiste et féministe. Il grandit à Stockholm, ainsi qu'à Brantevik, petit port de l'Österlen, au sud de la Scanie. Il poursuit ses études au lycée de Fridhem à Malmö, puis à l'académie de théâtre de Malmö, où il passe son examen final en 2007. Il joue au théâtre d'Österlen, au nouveau théâtre étudiant de Lund, au théâtre municipal de Malmö et au théâtre dramatique royal.
Berger se fait connaître du grand public de la télévision dans son rôle du fils du général Westfelt, Erik Westfelt, un des quatre personnages principaux de la mini-série Upp till kamp [Jusqu'à lutter] diffusée sur la Sveriges Television en 2007. Elle est réalisée par Mikael Marcimain avec un scénario de Peter Birro. Le rôle lui a été offert alors qu'il était encore à l'académie de théâtre. Il joue ensuite dans un court-métrage de 20 minutes nommé aux Oscars, Istället för Abrakadabra [Au lieu d'Abracadabra], qui reçoit un prix d'interprétation masculine au festival du court-métrage de Bruxelles.
Il joue en 2010 le rôle de Val Xavier dans la pièce de théâtre Mannen med Ormskinnsjackan (L'homme à la veste en peau de serpent) au théâtre dramatique royal. Il y revient l'année suivante pour En handelsresandes död (La Mort d'un commis voyageur d'Arthur Miller). En 2012, il joue Paul dans la série télévisée Snö (titre original Torka aldrig tårar utan handskar), rôle d'un homosexuel flamboyant de Stockholm pendant les années de l'apparition du SIDA, au début des années 1980. Cette série remporte un immense succès en Suède. Il y joue aux côtés d'Adam Lundgren (dans le rôle de Benjamin) et d'Adam Pålsson (dans le rôle de Rasmus). Ensuite, il travaille avec Mikael Marcimain pour un long-métrage, Call Girl. En 2018, il tient un des rôles principaux de la série norvégienne Exit.
Berger est en outre co-auteur du jeu de rôle Skymningshem: Second Empire, publié par les éditions Rävsvans Förlag.

## Filmographie
- 2007 – Upp till kamp (minisérie)
- 2008 - Istället för Abrakadabra (court-métrage)
- 2008 - Chaque minute (court-métrage)
- 2009 - Ingen kom ner (court-métrage)
- 2010 - I Anneli (téléfilm)
- 2010 - Svinalängorna
- 2010 - Våra vänners liv (téléfilm)
- 2010 - Wallander – Arvet
- 2010 - Rådjuret (court-métrage)
- 2011 - Soffan (court-métrage)
- 2011 - Anno 1790
- 2012 - Call Girl
- 2012 - Johan Falk: Alla råns moder
- 2012 - Arne Dahl: De största vatten
- 2012 - Player (court-métrage)
- 2012 - Snö (Torka aldrig tårar utan handskar) (série télévisée en trois épisodes)
- 2013 - Det knullande paret (court-métrage)
- 2013 - Farliga drömmar
- 2013 - Hemma
- 2013 - Hotell
- 2013 - Rum 301 (court-métrage)
- 2014 - När sugfiskar krockar (court-métrage)
- 2014 - Viva Hate
- 2015 - Jönssonligan – Den perfekta stöten
- 2016 - Beck - Sista dagen (thriller) : Stefan Mattsson
- 2016 - Modus (série télé)
- 2047 - Trädgårdsgatan (film)
- 2018 - De dagar som blommorna blommar (télé)
- 2018 - Ingen utan skuld (télé)
- 2019 - Sommaren med släkten (télé)
- 2019 - Hidden – Förstfödd (télé)
- 2019-2021 - Exit (série télé)
- 2021 - Jägarna